# Prodidomus sirohi
Prodidomus sirohi là một loài nhện trong họ Gnaphosidae.
Loài này thuộc chi Prodidomus. Prodidomus sirohi được Norman I. Platnick miêu tả năm 1976.